# Hobro-Purhus Provsti
Hobro-Purhus Provsti var et indtil 2007 et provsti i Århus Stift.  Provstiet lå i de tidligere Hobro Kommune og Purhus Kommune. Sognene indgår nu i Hobro-Mariager Provsti og Randers Nordre Provsti
Hobro-Purhus Provsti bestod af flg. sogne:
- Asferg Sogn
- Døstrup Sogn
- Fårup Sogn
- Gassum Sogn
- Glenstrup Sogn
- Hobro Sogn
- Hvornum Sogn
- Hørby Sogn
- Kousted Sogn
- Læsten Sogn
- Nørbæk Sogn
- Nørre Onsild Sogn
- Skjellerup Sogn
- Snæbum Sogn
- Spentrup Sogn
- Sønder Onsild Sogn
- Sønderbæk Sogn
- Øls Sogn
- Øster Bjerregrav Sogn
- Ålum Sogn